# 징진 고속철도
징진 고속철도(중국어: 京津城际铁路)는 중화인민공화국의 고속철도로 베이징-톈진 간을 시속 350km로 연결하는 고속 철도이다. 2008년 8월 1일 운행을 시작했으며, 직통 소요 시간은 3시간에서 30분으로 1/6으로 단축되었다.

## 개요
베이징 -상하이 간 고속철도 계획의 최초의 구간으로서 또 향후의 중국에서 여객전용 고속철도망(총 길이 17,500 km)의 시험 프로젝트로서 2005년 7월 4일에 착공되었다.
2007년 12월 10일에 베이징 지구에서, 12월 16일에 톈진 지구까지 완공하였다. 노선 거리는 116.907 km이며, 건설비는 14억 3천만위엔(1.73억 달러)이다.
2008년 8월 1일부터 운행을 시작하였고, 노선의 최고속도는 350 km/h에 이른다. 전류 방식은 교류 전압 25kV이다. 경유 역은 베이징 남역에서 시작하여 이좡 역, 용러 역, 우칭 역을 경유하여 톈진 역까지 운행된다. 베이징 남역에서는 현재, 대규모 개량 공사가 완료되어있고 출발역인 베이징 남역에 베이징 지하철 4호선과 연결되어있다.

## 객차
이 노선은 중국의 두 회사와 독일 지멘스가 합작을 통해 신호통신(ETCS Level 1 채용), 전기 설비 등을 수주하고 있다. 차량에는 ICE3 타입의 CRH3와 CRH2가 투입되었다. 이 중, CRH2에 대해서는 안전주행 가능한 설계 상의 한계 속도를 넘은 최고 350 km/h의 속도로 운행이 이루어지고 있어 이것에 대해 기술협력원인 동일본 여객철도(JR동일본)와 가와사키 중공업에서 항의를 해 책임면제 각서를 받았으며, 2009년 2월까지 모든 CRH2가 타노선으로 전속 운행되었다. 2008년 6월 24일에 CRH3가 중국 국내에서의 철도 바퀴식으로서는 최고 신기록이 되는 394.3 km/h를 기록했다.

## 역 목록
| 한국어      | 중국어   | 영어          | 영업 거리 (km) | 환승                          | 소재지   |
| ----------- | -------- | ------------- | -------------- | ----------------------------- | -------- |
| 베이징 남역 | 北京南站 | Beijing South | 0              | ■4호선                        | 베이징시 |
| 이좡 역     | 亦庄站   | Yizhuang      | 21             |                               | 베이징시 |
| 용러 역     | 永乐站   | Yongle        | 45             |                               | 베이징시 |
| 우칭 역     | 武清站   | Wuqing        | 84             |                               | 톈진시   |
| 톈진 역     | 天津站   | Tianjin       | 120            | 중국국철 ■2호선 ■3호선 ■9호선 | 톈진시   |